# Marignier
Marignier és un municipi francès situat al departament de l'Alta Savoia i a la regió d'Alvèrnia-Roine-Alps. L'any 2007 tenia 6.114 habitants.

## Demografia

### Població
El 2007 la població de fet de Marignier era de 6.114 persones. Hi havia 2.345 famílies de les quals 572 eren unipersonals (267 homes vivint sols i 305 dones vivint soles), 629 parelles sense fills, 966 parelles amb fills i 178 famílies monoparentals amb fills.
La població ha evolucionat segons el següent gràfic:
Habitants censats

### Habitatges
El 2007 hi havia 2.633 habitatges, 2.371 eren l'habitatge principal de la família, 123 eren segones residències i 139 estaven desocupats. 1.650 eren cases i 966 eren apartaments. Dels 2.371 habitatges principals, 1.564 estaven ocupats pels seus propietaris, 720 estaven llogats i ocupats pels llogaters i 87 estaven cedits a títol gratuït; 54 tenien una cambra, 262 en tenien dues, 513 en tenien tres, 635 en tenien quatre i 907 en tenien cinc o més. 1.874 habitatges disposaven pel capbaix d'una plaça de pàrquing. A 955 habitatges hi havia un automòbil i a 1.223 n'hi havia dos o més.

### Piràmide de població
La piràmide de població per edats i sexe el 2009 era:
| Homes | Edats   | Dones |
| ----- | ------- | ----- |
| 0     | 95 o +  | 0     |
| 0     | 90 a 94 | 16    |
| 12    | 85 a 89 | 28    |
| 24    | 80 a 84 | 24    |
| 36    | 75 a 79 | 64    |
| 72    | 70 a 74 | 108   |
| 96    | 65 a 69 | 124   |
| 124   | 60 a 64 | 112   |
| 96    | 55 a 59 | 72    |
| 172   | 50 a 54 | 212   |
| 208   | 45 a 49 | 184   |
| 216   | 40 a 44 | 244   |
| 240   | 35 a 39 | 208   |
| 268   | 30 a 34 | 256   |
| 160   | 25 a 29 | 184   |
| 164   | 20 a 24 | 116   |
| 184   | 15 a 19 | 188   |
| 244   | 10 a 14 | 224   |
| 152   | 5 a 9   | 192   |
| 172   | 0 a 4   | 128   |

## Economia
El 2007 la població en edat de treballar era de 4.121 persones, 3.318 eren actives i 803 eren inactives. De les 3.318 persones actives 3.118 estaven ocupades (1.691 homes i 1.427 dones) i 200 estaven aturades (78 homes i 122 dones). De les 803 persones inactives 251 estaven jubilades, 314 estaven estudiant i 238 estaven classificades com a «altres inactius».

### Ingressos
El 2009 a Marignier hi havia 2.370 unitats fiscals que integraven 6.180,5 persones, la mediana anual d'ingressos fiscals per persona era de 21.660 €.

### Activitats econòmiques
Dels 353 establiments que hi havia el 2007, 6 eren d'empreses extractives, 4 d'empreses alimentàries, 6 d'empreses de fabricació de material elèctric, 1 d'una empresa de fabricació d'elements pel transport, 71 d'empreses de fabricació d'altres productes industrials, 64 d'empreses de construcció, 56 d'empreses de comerç i reparació d'automòbils, 13 d'empreses de transport, 12 d'empreses d'hostatgeria i restauració, 2 d'empreses d'informació i comunicació, 18 d'empreses financeres, 16 d'empreses immobiliàries, 35 d'empreses de serveis, 33 d'entitats de l'administració pública i 16 d'empreses classificades com a «altres activitats de serveis».
Dels 90 establiments de servei als particulars que hi havia el 2009, 1 era una gendarmeria, 1 oficina de correu, 4 oficines bancàries, 8 tallers de reparació d'automòbils i de material agrícola, 1 autoescola, 14 paletes, 9 guixaires pintors, 16 fusteries, 9 lampisteries, 7 electricistes, 1 empresa de construcció, 7 perruqueries, 2 agències de treball temporal, 7 restaurants, 1 agència immobiliària i 2 salons de bellesa.
Dels 14 establiments comercials que hi havia el 2009, 1 era un hipermercat, 1 un supermercat, 2 botiges de menys de 120 m², 4 fleques, 2 carnisseries, 1 una peixateria, 1 una llibreria, 1 una sabateria i 1 una joieria.
L'any 2000 a Marignier hi havia 29 explotacions agrícoles que ocupaven un total de 318 hectàrees.

## Equipaments sanitaris i escolars
Els 2 equipaments sanitaris que hi havia el 2009 eren farmàcies.
El 2009 hi havia 1 escola maternal i 3 escoles elementals. Marignier disposava d'un col·legi d'educació secundària amb 641 alumnes.

## Poblacions més properes
El següent diagrama mostra les poblacions més properes.